# 阿塞拜疆共产党 (2011年)
阿塞拜疆共产党是阿塞拜疆的一个共产主义政党。该党成立于2011年10月31日，由阿塞拜疆共产党（基于马列主义纲领）和Alasgar Khalilov领导的阿塞拜疆共产党合并而成。它的意识形态是共产主义、马克思列宁主义。它的领导人是Telman Nurullayev。它是共产党和工人党国际会议和苏联共产党 (2001年)的成员。